# Corinth, Kentucky
Corinth är en ort i Grant County, Kentucky, USA. År 2000 hade orten 181 invånare. Den har enligt United States Census Bureau en area på 0,9 km², allt är land.